# إيفرت كولير
إيفرت كولير هو رسام هولندي، ولد في 26 يناير 1642 في بريدا في هولندا، وتوفي في 1708 في لندن في المملكة المتحدة.

## وصلات خارجية
- إيفرت كولير على موقع ميوزك برينز (الإنجليزية)
- إيفرت كولير على موقع ديسكوغز (الإنجليزية)